# Kumtoor, Virajpet
Kumtoor là một làng thuộc tehsil Virajpet, huyện Kodagu, bang Karnataka, Ấn Độ.